# Barrage de Bakhtiari
Pour les articles homonymes, voir Bakhtiari (homonymie).
Le barrage de Bakhtiari est un barrage-voûte en construction sur la rivière Bakhtiari dans les monts Zagros, à la frontière des provinces du Lorestan et du Khuzestan, en Iran.

## Le barrage
D'une hauteur prévue de 325 m, ce sera le plus haut barrage de ce type au monde une fois achevé et qui retiendra le deuxième plus grand réservoir d'Iran après celui de Karkheh.
L'objectif principal du barrage est la production d'énergie hydroélectrique et il soutiendra une centrale électrique de 1 500 MW. En piégeant les sédiments, le barrage devrait également prolonger la durée de vie du barrage Dez situé 50 km en aval.